# Mont Pierre Elliott Trudeau
Le mont Pierre Elliott Trudeau est une montagne culminant à 2 640 mètres d'altitude dans la chaîne Cariboo, dans la province de Colombie-Britannique, au Canada. La montagne se trouve au sud de la rivière McLennan, à l'ouest du village de Valemount.
Le nom est en honneur au 15e Premier ministre du Canada Pierre Elliott Trudeau, mort en 2000.